# ヘンリク・レイマン
ヘンリク・トマシュ・レイマン（ポーランド語: Henryk Tomasz Reyman; 1897年7月28日、クラクフ- 1963年4月11日、クラクフ）は、ポーランド・クラクフ出身の元サッカー選手、サッカー指導者、スポーツ関係者、そして軍人。

## 略歴
レイマンは、ヴィスワ・クラクフでFWとして活躍し、ヴィスワ・クラクフの初優勝に貢献、さらに第一次世界大戦ではオーストリア軍で戦い、ポーランド・ソビエト戦争でポーランド軍として戦った。また、シレジア蜂起にも参加した。クラクフにあるヴィスワ・クラクフのホームスタジアムには彼の名が冠されている。